# 池田実
池田 実（いけだ みのる、1948年〈昭和23年〉5月27日 - ）は、日本の内閣府官僚。元内閣府国民生活局長。

## 略歴
- 東京大学法学部卒業[1]
- 1971年（昭和46年）7月：経済企画庁入庁
- 経済企画庁国民生活局消費者行政第二課長
- 経済企画庁調査局景気統計調査課長
- 1997年（平成9年）7月：経済企画庁物価局審議官
- 1998年（平成10年）6月：経済企画庁調査局審議官
- 1999年（平成11年）6月：経済企画庁国民生活局審議官
- 2000年（平成12年）7月：経済企画庁国民生活局長
- 2001年（平成13年）1月：内閣府国民生活局長
- 2002年（平成14年）4月：財団法人家計経済研究所専務理事
- 2007年（平成19年）6月：アコム株式会社常勤監査役
- 2018年（平成30年）11月：瑞宝中綬章受章

## その他役職
- 特定非営利活動法人個人情報保護監査･苦情対応センター理事
- 有限責任中間法人グローバルマネージメントアカデミー顧問